# 過海隧道巴士115線
過海隧道巴士115線是香港一條來往九龍城區的九龍城碼頭及中西區的中環（港澳碼頭）的巴士路線，提供土瓜灣、黃埔花園、紅磡來往中環、灣仔的巴士服務。
過海隧道巴士115P線是115線的特別班次。由海逸豪園單向開往中環（港澳碼頭），只於星期一至五開出兩班。

## 歷史
- 1995年1月16日，開辦，以取代119線（現過海隧道巴士619線）改經東隧後於土瓜灣及紅磡的服務。
- 1997年11月23日，提升至每天服務。
- 1998年8月18日，增設特別班次115P，由海逸豪園單程開往中環（港澳碼頭），袛開平日0810, 0825。
- 1998年9月1日，因中巴專營權結束，改由九巴及新巴合營。115P線因而成為中巴喪失專營權前最後開辦的一條巴士路線，由開辦直至專營權變更，前後只有13天。
- 2011年4月1日，因天星小輪來往紅磡至灣仔及中環的渡輪停辦，星期一至五於0750-0820加開四班特別車，由德民街開出[1]。
- 2014年9月28日：受佔領中環示威行動影響全線停駛近5日，到同年10月3日有限度恢復九龍至港島灣仔的服務。
- 2016年3月28日：九巴班次增設到站時間預報。
- 2018年9月10日：新巴班次增設實時抵站時間查詢服務。
- 2021年8月7日：115P線取消星期六服務。[2]
- 2022年6月27日：115取消黃埔花園特別班次。[3]
- 2023年7月1日：因應新巴城巴合併，本線改由九巴及城巴聯合經營。

## 服務時間及班次
115
| 九龍城碼頭開     | 九龍城碼頭開        | 九龍城碼頭開        | 中環（港澳碼頭）開 | 中環（港澳碼頭）開 | 中環（港澳碼頭）開 |
| 日期             | 服務時間            | 班次（分鐘）        | 日期               | 服務時間           | 班次（分鐘）       |
| ---------------- | ------------------- | ------------------- | ------------------ | ------------------ | ------------------ |
| 星期一至五       | 06:45、07:00        | 06:45、07:00        | 星期一至五         | 07:15-08:00        | 22/23              |
| 星期一至五       | 07:15、07:24        | 07:15、07:24        | 星期一至五         | 08:20-09:00        | 20                 |
| 星期一至五       | 07:24-07:48         | 8                   | 星期一至五         | 09:20-10:05        | 22/23              |
| 星期一至五       | 07:48-08:00         | 6                   | 星期一至五         | 10:25-11:25        | 20                 |
| 星期一至五       | 08:10-08:30         | 10                  | 星期一至五         | 11:45-12:45        | 20                 |
| 星期一至五       | 08:30-09:00         | 15                  | 星期一至五         | 13:05-14:05        | 20                 |
| 星期一至五       | 09:10-10:10         | 20                  | 星期一至五         | 14:24-15:40        | 19                 |
| 星期一至五       | 10:30-11:30         | 20                  | 星期一至五         | 16:00-17:00        | 15                 |
| 星期一至五       | 11:50-12:50         | 20                  | 星期一至五         | 17:15、17:30       | 17:15、17:30       |
| 星期一至五       | 13:10-14:10         | 20                  | 星期一至五         | 17:30-18:30        | 12                 |
| 星期一至五       | 14:35-15:25         | 25                  | 星期一至五         | 18:45-19:30        | 15                 |
| 星期一至五       | 15:45               | 15:45               | 星期一至五         | 19:50              | 19:50              |
| 星期一至五       | 16:05-17:05         | 20                  | 星期一至五         | 20:03-20:45        | 14                 |
| 星期一至五       | 17:20、17:35        | 17:20、17:35        | 星期一至五         | 20:58-21:40        | 14                 |
| 星期一至五       | 17:35-18:35         | 20                  | 星期一至五         | 21:58-22:35        | 18/19              |
| 星期一至五       | 18:50-19:50         | 20                  | 星期一至五         | 22:50-23:30        | 20                 |
| 星期一至五       | 20:10-20:50         | 20                  | 星期一至五         | 23:50              | 23:50              |
| 星期一至五       | 21:05-21:45         | 20                  | 星期一至五         |                    |                    |
| 星期一至五       | 22:00-22:40         | 20                  | 星期一至五         |                    |                    |
| 星期一至五       | 22:55、23:15        |                     | 星期一至五         |                    |                    |
| 星期六           | 07:15、07:30        | 07:15、07:30        | 星期六             | 07:15-08:00        | 22/23              |
| 星期六           | 07:30-08:00         | 10                  | 星期六             | 08:20-09:00        | 20                 |
| 星期六           | 08:20-09:00         | 20                  | 星期六             | 09:20-10:02        | 22/23              |
| 星期六           | 09:10-10:10         | 15                  | 星期六             | 10:25-11:25        | 20                 |
| 星期六           | 10:30-11:30         | 20                  | 星期六             | 11:45-12:45        | 20                 |
| 星期六           | 11:50-12:50         | 20                  | 星期六             | 13:05-13:45        | 15                 |
| 星期六           | 13:10-14:10         | 20                  | 星期六             | 14:05              | 14:05              |
| 星期六           | 14:35-15:25         | 25                  | 星期六             | 14:25-15:40        | 15                 |
| 星期六           | 15:45               | 15:45               | 星期六             | 16:00-17:00        | 15                 |
| 星期六           | 16:05-17:05         | 20                  | 星期六             | 17:15、17:30       | 17:15、17:30       |
| 星期六           | 17:25、17:45        | 17:25、17:45        | 星期六             | 17:30-18:30        | 20                 |
| 星期六           | 17:45-18:35         | 20                  | 星期六             | 18:45-19:30        | 15                 |
| 星期六           | 18:50-19:50         | 20                  | 星期六             | 19:50              | 19:50              |
| 星期六           | 20:10-20:50         | 20                  | 星期六             | 20:05-20:45        | 20                 |
| 星期六           | 21:05-21:45         | 20                  | 星期六             | 20:58-21:40        | 14                 |
| 星期六           | 22:00-22:40         | 20                  | 星期六             | 21:55-22:35        | 20                 |
| 星期六           | 22:55、23:15        | 22:55、23:15        | 星期六             | 22:50-23:30        | 20                 |
| 星期六           |                     |                     | 星期六             | 23:50              |                    |
| 星期日及公眾假期 | 07:15、07:40、08:00 | 07:15、07:40、08:00 | 星期日及公眾假期   | 07:15-08:00        | 22/23              |
| 星期日及公眾假期 | 08:20-09:00         | 20                  | 星期日及公眾假期   | 08:20-09:00        | 20                 |
| 星期日及公眾假期 | 09:20-10:00         | 20                  | 星期日及公眾假期   | 09:20-10:00        | 20                 |
| 星期日及公眾假期 | 10:20-11:00         | 20                  | 星期日及公眾假期   | 10:20-11:00        | 20                 |
| 星期日及公眾假期 | 11:20-12:00         | 20                  | 星期日及公眾假期   | 11:20-12:00        | 20                 |
| 星期日及公眾假期 | 12:20-13:00         | 20                  | 星期日及公眾假期   | 12:20-13:00        | 20                 |
| 星期日及公眾假期 | 13:20-14:00         | 20                  | 星期日及公眾假期   | 13:20-14:00        | 20                 |
| 星期日及公眾假期 | 14:20-15:00         | 20                  | 星期日及公眾假期   | 14:20-15:00        | 20                 |
| 星期日及公眾假期 | 15:20-16:00         | 20                  | 星期日及公眾假期   | 15:20-16:00        | 20                 |
| 星期日及公眾假期 | 16:20-17:00         | 20                  | 星期日及公眾假期   | 16:20-17:00        | 20                 |
| 星期日及公眾假期 | 17:20-18:00         | 20                  | 星期日及公眾假期   | 17:15-18:00        | 15                 |
| 星期日及公眾假期 | 18:20-19:00         | 20                  | 星期日及公眾假期   | 18:20-19:00        | 20                 |
| 星期日及公眾假期 | 19:20-20:00         | 20                  | 星期日及公眾假期   | 19:20-20:00        | 20                 |
| 星期日及公眾假期 | 20:20-21:00         | 20                  | 星期日及公眾假期   | 20:20-21:00        | 20                 |
| 星期日及公眾假期 | 21:20-22:00         | 20                  | 星期日及公眾假期   | 21:20-22:00        | 20                 |
| 星期日及公眾假期 | 22:25-23:15         | 25                  | 星期日及公眾假期   | 22:20-23:10        | 25                 |
| 星期日及公眾假期 |                     |                     | 星期日及公眾假期   | 23:30、23:50       |                    |

115P
- 海逸豪園開：
  - 星期一至五：08:10、08:25

星期六、日及公眾假期不設服務
- 註：有紅字班次為九巴派車，其餘班次為城巴派車。

## 收費
115(P)
全程：$12.2
- 過紅磡海底隧道後往中環（港澳碼頭）／九龍城碼頭（只適用於115線）：$7.7

| - 本線設有12歲以下小童及65歲或以上長者半價優惠。 - 65歲或以上香港居民使用「樂悠咭」，以及12歲以下合資格殘疾兒童使用「殘疾人士身份」個人八達通繳付車資，均可享有每程$2.0或半價（以較低者為準）的票價優惠；12至64歲合資格殘疾人士使用「殘疾人士身份」個人八達通（包括「樂悠咭」），以及60至64歲香港居民使用「樂悠咭」繳付車資，均可享有每程$2.0或全費（以較低者為準）的票價優惠。 - 65歲或以上長者如使用長者或一般個人八達通繳付車資，則只可享有半價優惠；12至64歲合資格殘疾人士如不使用「殘疾人士身份」個人八達通，以及60至64歲人士如不使用「樂悠咭」繳付車資，必須繳付全費。 - 乘客可以現金或八達通於上車時付款，不設找續。 - 每位成人乘客可免費攜帶最多兩名4歲以下而不佔座位的兒童乘客乘車，超額之4歲以下小童必須繳付小童車費乘車。 - 持有「九巴月票」之乘客在車票有效期內，每日可享最多10程任何九龍巴士及龍運巴士路線（包括本路線，合資格車程只適用於九龍巴士／龍運巴士提供的班次；惟乘搭機場「A」及「NA」線則可享原價二七折優惠（不會計算每天10次合資格車程））；而B1線則可每日可享最多2程（不會計算每天10次合資格車程）。 - 九龍巴士、城巴、龍運巴士及陽光巴士全職員工及家屬（不包括外判職員）可免費乘搭本路線（陽光巴士員工及家屬只適用於九龍巴士提供的班次），惟必須拍職員或職員家屬八達通。 - 乘客亦可使用AlipayHK「易乘碼」、支付寶、WeChatHK／微信支付「搭車碼」、銀聯雲閃付「乘車碼」及BOC Pay「乘車碼」、具有感應式支付功能的JCB、卡美國運通、大來國際、Discover Card（只適用於九龍巴士／龍運巴士提供的班次）、VISA、Mastercard及銀聯卡，以及Apple Pay、Google Pay及Samsung Pay流動支付平台繳付車資。九巴班次的乘客使用上述付款方式，將只可享有與其他九巴路線／聯營路線九巴班次之轉乘優惠；城巴班次的乘客使用上述付款方式，將只可享有與其他城巴獨營路線或聯營線城巴班次之轉乘優惠。乘客亦不能享有「公共交通費用補貼計劃」及「長者及合資格殘疾人士公共交通票價優惠計劃」。 |

## 八達通巴士轉乘計劃
乘搭此線往港島方向之乘客於登車後150分鐘內在海底隧道巴士轉乘站轉乘以下路線，第二程成人票價便可減收$3.5，小童／長者票價減收$1.8，乘客必須在150分鐘內轉車。
| 紅隧轉乘優惠計劃路線列表 | 紅隧轉乘優惠計劃路線列表 | 紅隧轉乘優惠計劃路線列表 | 紅隧轉乘優惠計劃路線列表 |
| 巴士公司                 | 轉乘路線                 | 出發地                   | 目的地                   |
| ------------------------ | ------------------------ | ------------------------ | ------------------------ |
| 城巴、九巴               | 101                      | 觀塘（裕民坊）           | 堅尼地城                 |
| 城巴、九巴               | 102                      | 美孚                     | 筲箕灣                   |
| 城巴、九巴               | 102P                     | 美孚                     | 筲箕灣                   |
| 城巴、九巴               | 103                      | 竹園邨                   | 蒲飛路                   |
| 城巴、九巴               | 104                      | 白田                     | 堅尼地城                 |
| 城巴、九巴               | 106                      | 黃大仙                   | 小西灣（藍灣半島）       |
| 城巴、九巴               | 106P                     | 黃大仙                   | 小西灣（藍灣半島）       |
| 城巴                     | 106A                     | 黃大仙                   | 太古（康怡廣場）         |
| 城巴、九巴               | 107                      | 九龍灣                   | 華貴邨                   |
| 城巴、九巴               | 107P                     | 海逸豪園                 | 數碼港                   |
| 九巴                     | 108                      | 九龍灣（啟業）           | 寶馬山                   |
| 城巴、九巴               | 109                      | 何文田                   | 中環（港澳碼頭）         |
| 城巴、九巴               | 110                      | 尖沙咀東（麼地道）       | 筲箕灣                   |
| 城巴、九巴               | 111                      | 坪石                     | 中環（港澳碼頭)          |
| 城巴、九巴               | 111P                     | 彩福                     | 中環（港澳碼頭)          |
| 城巴、九巴               | 112                      | 蘇屋                     | 北角（百福道）           |
| 城巴、九巴               | 113                      | 彩虹                     | 堅尼地城（卑路乍灣）     |
| 城巴、九巴               | 115                      | 九龍城碼頭               | 中環（港澳碼頭）         |
| 城巴、九巴               | 115P                     | 海逸豪園                 | 中環（港澳碼頭）         |
| 城巴、九巴               | 116                      | 慈雲山（中）             | 鰂魚涌（祐民街）         |
| 城巴、九巴               | 117                      | 深水埗（欽州街）         | 跑馬地（下）             |
| 城巴、九巴               | 118                      | 長沙灣（深旺道）         | 小西灣（藍灣半島）       |
| 城巴、九巴               | 118P                     | 長沙灣（深旺道）         | 小西灣（藍灣半島）       |
| 城巴、九巴               | 170                      | 沙田站                   | 華富（中）               |
| 城巴、九巴               | 171                      | 荔枝角                   | 海怡半島                 |
| 城巴、九巴               | 182                      | 愉翠苑                   | 中環（港澳碼頭）         |

## 用車演變史
此路線開辦時已提供全空調服務，兩巴用車均以利蘭奧林比安11米（九巴：AL、中巴：LA）、富豪奧林比安11米（九巴：AV、中巴：VA）及丹尼士巨龍11米（九巴：AD、中巴：DA）為主。其中九巴於1997年加入12米3AD。
此路線於1998年交由九巴及新巴經營，踏入廿一世紀，新巴全線派出低地台巴士行走，用車以丹尼士三叉戟12米（10XX-11XX、30XX）為主。九巴用車亦以富豪超級奧林比安12米（3ASV）為主配以少數丹尼士三叉戟12米（ATR）。2006年加入直樓梯巴士行走，用車以配置Wright車身的富豪B9TL 12米（AVBW）及富豪超級奧林比安12米（AVW）為主。
2010年7月26日，此路線加入荔枝角車廠（L）派車，成為目前眾多過海路線中唯一一條有兩間車廠派車的過海路線[11]，初時派車為一輛富豪奧林比安（AV400／HR1554），只於平日星期一至五早上繁忙時間行走，其後改派Enviro500 12米（ATE）。
2011年8月，九龍灣車廠（K）改派三輛配置歐盟五型引擎的富豪B9TL（AVBWU）取代三輛配置Wright車身的富豪超級奧林比安（AVW）行走。至2013年被原1A線的Enviro500（ATE）取代。其後全線用車被改為原118線及113線的丹尼士三叉戟（ATR）及富豪超級奧林比安（3ASV）。
2014年12月，荔枝角車廠（L）改派高載客量的Enviro500 MMC 12米（ATENU）行走，而九龍灣車廠（K）亦在2015年4月改派同款巴士。惟約兩年後，荔枝角車廠（L）改派高載版富豪B9TL 12米（AVBWU），九龍灣車廠（K）亦在2017年4月先行加入一輛（高載版樣板車 SD9537）。2018年5月，兩廠均派出高載版富豪B9TL 12米（AVBWU）行走，九龍灣車廠（K）後來更改派「紅蛋」。2018年10月尾，九龍灣車廠派出的「紅蛋」與1A的「紅 FL」對調，使本線平均車齡下降至0.64年。
2018年5月，新巴獲准於此路線營運12.8米巴士，隨即加入Enviro500 MMC 12.8米（61XX）行走此路線。

## 使用車輛

### 九巴
現時九巴使用7輛Enviro500 MMC 12米（ATENU）雙層空調巴士。
| 車隊編號 | 車牌   |
| -------- | ------ |
| ATENU810 | TV2465 |
| ATENU861 | TW4268 |
| ATENU862 | TW4559 |
| ATENU863 | TW4631 |
| ATEU870  | TQ4009 |
| ATENU875 | TW5873 |

### 城巴
城巴方面共派出7輛雙層巴士，主要為：亞歷山大丹尼士Enviro 400 10.5米（38XX）、亞歷山大丹尼士Enviro 500（11.3米40XX、12米55XX）、亞歷山大丹尼士Enviro 500 MMC（11.3米40XX、12米55XX-58XX、12.8米61XX-62XX）、富豪B9TL（11.3米45XX、12米52XX）及富豪B8L 12米（523X）。
115P線城巴車輛由將軍澳車廠派出，行走本線前先行走796X線，行駛完本線後返回115線繼續行走。
繁忙時間亦有抽調111線用車以支援本線。

## 行車路線
115(P)
九龍城碼頭開經：新碼頭街、土瓜灣道、馬頭圍道、蕪湖街、德民街、德安街、黃埔花園公共運輸交匯處、德康街、紅磡道、紅磡繞道、紅鸞道、紅樂道、紅荔道、紅磡南道、紅菱街、暢通道、機利士南路、蕪湖街、漆咸道北、康莊道、紅磡海底隧道、告士打道、夏愨道、干諾道中及港澳碼頭通道。 
115P線由海逸豪園開經：海逸道、大環道東、紅磡道，然後返回德安街115線原有路線。
中環（港澳碼頭）開經：港澳碼頭通道、干諾道中、林士街、德輔道中、金鐘道、軒尼詩道、菲林明道、灣仔道、摩理臣山道、禮頓道、堅拿道西、堅拿道天橋、紅磡海底隧道、康莊道、漆咸道北、蕪湖街隧道、機利士南路、紅磡南道、紅磡道、庇利街、馬頭圍道、土瓜灣道及新碼頭街。

### 沿線車站
115(P)
| 九龍城碼頭（115）／海逸豪園（115P）開 | 九龍城碼頭（115）／海逸豪園（115P）開 | 九龍城碼頭（115）／海逸豪園（115P）開 | 中環（港澳碼頭）開 | 中環（港澳碼頭）開       | 中環（港澳碼頭）開       |
| 序號                                  | 車站名稱                              | 位置                                  | 序號               | 車站名稱                 | 位置                     |
| ------------------------------------- | ------------------------------------- | ------------------------------------- | ------------------ | ------------------------ | ------------------------ |
| 1*                                    | 九龍城碼頭巴士總站                    | 九龍城碼頭巴士總站                    | 1                  | 中環（港澳碼頭）         | 中環（港澳碼頭）巴士總站 |
| 2*                                    | 貴州街                                | 土瓜灣道                              | 2                  | 林士街                   | 德輔道中                 |
| 3*                                    | 落山道                                | 土瓜灣道                              | 3                  | 砵典乍街                 | 德輔道中                 |
| 4*                                    | 啟明街                                | 土瓜灣道                              | 4                  | 皇后像廣場               | 德輔道中                 |
| 5*                                    | 庇利街                                | 馬頭圍道                              | 5                  | 金鐘站－統一中心         | 金鐘道                   |
| 6*                                    | 鶴園街                                | 馬頭圍道                              | 6                  | 軍器廠街                 | 軒尼詩道                 |
| 7*                                    | 紅磡街市                              | 馬頭圍道                              | 7                  | 柯布連道                 | 軒尼詩道                 |
| 8*                                    | 德民街                                | 德民街                                | 8                  | 莊士敦道 （大有廣場）    | 菲林明道                 |
| ^                                     | 海逸豪園巴士總站                      | 海逸豪園公共運輸交匯處                | 9                  | 克街                     | 灣仔道                   |
| 9                                     | 黃埔花園                              | 黃埔花園公共運輸交匯處                | 10                 | 南洋酒店                 | 摩理臣山道               |
| 10                                    | 紅樂道 （海韻軒）                     | 紅樂道                                | 11                 | 紅磡海底隧道轉車站（C2） | 康莊道                   |
| 11                                    | 紅磡南道                              | 紅磡南道                              | 12                 | 機利士南路               | 機利士南路               |
| 12                                    | 機利士南路                            | 機利士南路                            | 13                 | 紅磡南道                 | 紅磡南道                 |
| 13                                    | 紅磡海底隧道轉車站（A1）              | 康莊道                                | 14                 | 民泰街                   | 紅磡道                   |
| 14                                    | 伊利莎伯大廈                          | 告士打道                              | 15                 | 紅磡邨                   | 紅磡道                   |
| 15                                    | 舊灣仔警署                            | 告士打道                              | 16                 | 鶴園東街                 | 紅磡道                   |
| 16                                    | 分域街                                | 告士打道                              | 17                 | 崇潔街                   | 庇利街                   |
| 17                                    | 皇后像廣場                            | 干諾道中                              | 18                 | 石塘街                   | 馬頭圍道                 |
| 18                                    | 砵典乍街                              | 干諾道中                              | 19                 | 浙江街                   | 土瓜灣道                 |
| 19                                    | 林士街                                | 干諾道中                              | 20                 | 落山道                   | 土瓜灣道                 |
| 20                                    | 中環（港澳碼頭）                      | 中環（港澳碼頭）巴士總站              | 21                 | 九龍城碼頭巴士總站       | 九龍城碼頭巴士總站       |

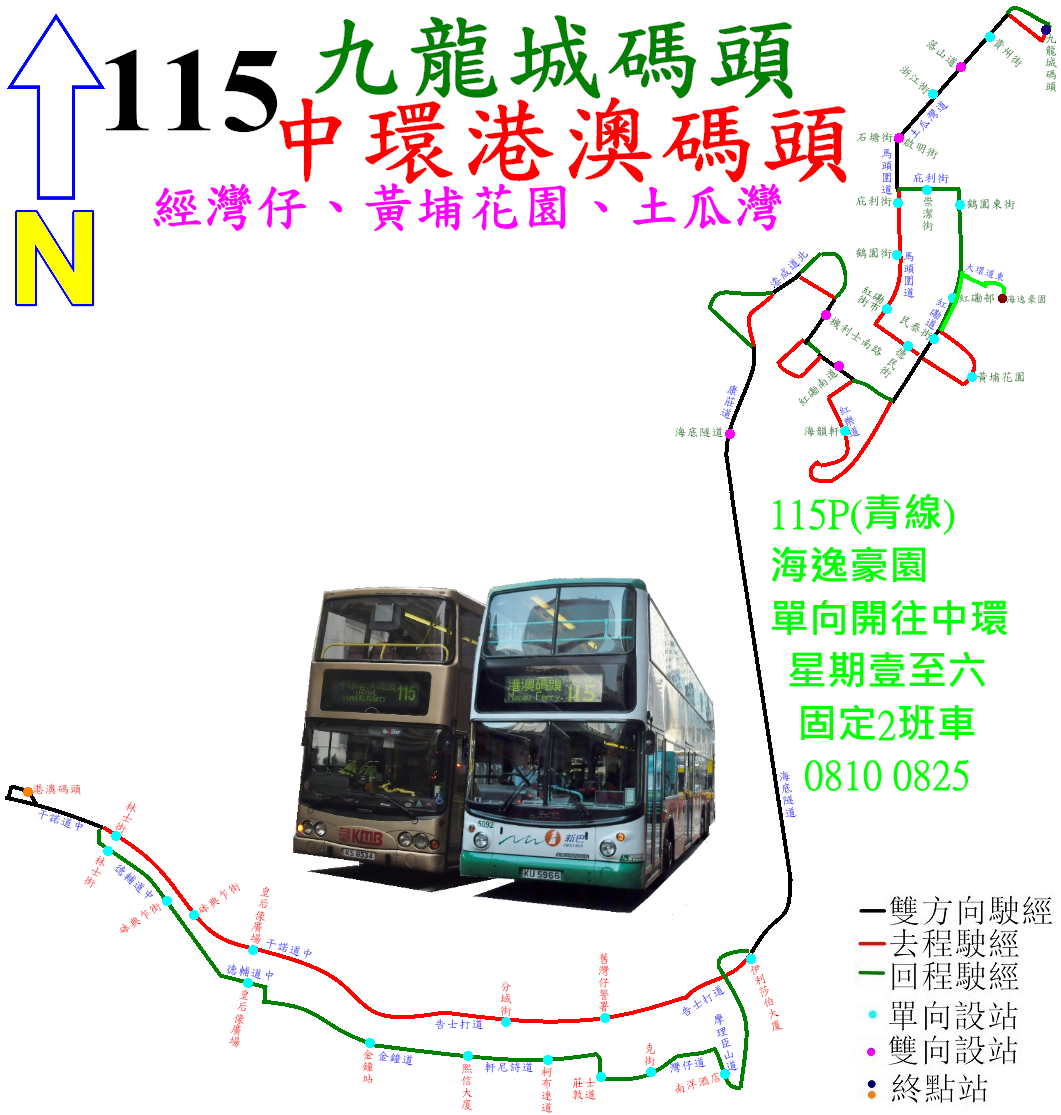
115線的走線圖

- 有 ^ 號之車站為115P線的起點站，同時不停有*號之車站。

## 外部連結
城巴
- 過海隧道巴士115線 （页面存档备份，存于）
- 過海隧道巴士115P線 （页面存档备份，存于）
- 過海隧道巴士115線路線圖 （页面存档备份，存于）
- 過海隧道巴士115P線路線圖 （页面存档备份，存于）
- 過海隧道巴士115線詳細時間表 （页面存档备份，存于）

九巴
- 過海隧道巴士115線 （页面存档备份，存于）
- 過海隧道巴士115P線 （页面存档备份，存于）
- 681巴士總站－隧巴115線 （页面存档备份，存于）